# Малък флот
Малък флот – термин от теорията на военноморското военно изкуство, означаващ флот, отстъпващ на противника преди всичко в линейни кораби. Термина се появява в началото на 20 век и отразява търсенията на способи за борба на леките сили на флота против отделни групи големи кораби на противника, разстройване на неговите комуникации и защита на своето крайбрежие.

## Развитие вСССР
Теорията за „малкия флот“ през 1920-те – 1930-те години е приета в СССР в качество на официална военноморска доктрина. На тази основа са разработени корабостроитените програми за 1926, 1929, 1933 години, предвиждащи преди всичко строителство на подводници и торпедни катери и едва след това на – крайцери, ескадрени миноносци и лидери на ескадрените миноносци. Строителството на линкори, линейни и тежки крайцери за ВМФ на СССР не се предвижда.
През 1936 г. е приета програма за строителство на съветски Голям морски и океански флот, сменила доктрината на „малкия флот“. Нейната реализация започва през 1938 г.